# Effenbergerit
Effenbergerit ist ein sehr selten vorkommendes Mineral aus der Mineralklasse der „Silikate und Germanate“. Es kristallisiert im tetragonalen Kristallsystem mit der Zusammensetzung BaCu[Si4O10] und ist damit chemisch gesehen ein Barium-Kupfer-Schichtsilikat.
Effenbergerit ist durchsichtig und entwickelt meist tafelige Kristalle von wenigen Millimetern Größe und blauer bis blauvioletter Farbe bei hellblauer Strichfarbe. Unverletzte Kristallflächen weisen meist einen fettähnlichen Glanz, Spaltflächen und Bruchflächen dagegen einen etwas schwächeren Glasglanz auf.

## Etymologie und Geschichte
Erstmals entdeckt wurde Effenbergerit während einer Exkursion in Südafrika in der „Wessel's Mine“ (Wessels Mine) bei Hotazel im Manganfeld der südafrikanischen Kalahari. Beschrieben wurde das Mineral 1994 durch Giester und Rieck, die es nach der Mineralogin und Geologin Herta Silvia Effenberger (* 1954) von der Universität Wien benannten, um ihre Arbeiten auf dem Gebiet der Stereochemie des zweiwertigen Kupfers zu würdigen, die zu zahlreichen Kristallstrukturbestimmungen führte; darunter auch von vielen Mineralen und einiger neuer Mineralarten.

## Klassifikation
In der veralteten 8. Auflage der Mineralsystematik nach Strunz war der Effenbergerit noch nicht aufgeführt.
In der zuletzt 2018 überarbeiteten Lapis-Systematik nach Stefan Weiß, die formal auf der alten Systematik von Karl Hugo Strunz in der 8. Auflage basiert, erhielt das Mineral die System- und Mineralnummer VIII/H.02-030. Dies entspricht der Klasse der „Silikate“ und dort der Abteilung „Schichtsilikate“, wo Effenbergerit zusammen mit Bigcreekit, Cuprorivait, Diegogattait, Gillespit, Sanbornit und Wesselsit eine unbenannte Gruppe mit der Systemnummer VIII/H.02 bildet.
Die von der International Mineralogical Association (IMA) zuletzt 2009 aktualisierte 9. Auflage der Strunz’schen Mineralsystematik ordnet den Effenbergerit in die Klasse der „Silikate und Germanate“ und dort in die Abteilung „Schichtsilikate (Phyllosilikate)“ ein. Hier ist das Mineral in der Unterabteilung „Einfache Tetraedernetze mit 4-, 5-, (6-) und 8-gliedrigen Ringen“ zu finden, wo es zusammen mit Cuprorivait, Gillespit und Wesselsit die „Gillespitgruppe“ mit der Systemnummer 9.EA.05 bildet.
In der vorwiegend im englischen Sprachraum gebräuchlichen Systematik der Minerale nach Dana hat Effenbergerit die System- und Mineralnummer 71.02.03.03. Das entspricht der Klasse der „Silikate“ und dort der Abteilung „Schichtsilikatminerale“. Hier findet er sich innerhalb der Unterabteilung „Schichtsilikate: Schichten von sechsgliedrigen Ringen mit 2:1-Lagen“ in der „Cuprorivaitgruppe“, in der auch Cuprorivait, Gillespit und Wesselsit eingeordnet sind.

## Kristallstruktur
Effenbergerit kristallisiert tetragonal in der Raumgruppe P4/ncc (Raumgruppen-Nr. 130) mit den Gitterparametern a = 7,44 Å und c = 16,13 Å sowie 4 Formeleinheiten pro Elementarzelle.

## Bildung und Fundorte
Effenbergertit fand sich innerhalb von Pektolith-Äderchen, eingebettet in einer Matrix aus Braunit, Sugilith und Hausmannit. Als weitere Begleitminerale traten gediegen Kupfer, Calcit, Quarz und Klinozoisit auf.
Bisher (Stand: 2018) konnte Effenbergerit nur an seiner Typlokalität „Wessel's Mine“ in Südafrika nachgewiesen werden.

## Verwendung
Effenbergerit wurde bereits im Alten China synthetisch hergestellt und ist noch heute als Pigment „Han-Blau“ bekannt und im Gebrauch.